# Pedro Duarte (Paraguay)
Pedro Duarte (San Juan Bautista de Ñeembucú, 29 de junio de 1829-Asunción, 19 de julio de 1902) fue un militar y político paraguayo que se destacó por sus labores durante la guerra de la Triple Alianza y en el periodo de la posguerra.

## Biografía
Pasó sus primeros años de vida en el pueblo de San Juan Bautista de Ñeembucú. En 1844, a los 15 años comenzó su entrenamiento militar ingresando en la guarnición ubicada en Pilar. Desde entonces fue adquiriendo experiencia y subiendo de rango hasta llegar al grado de sargento mayor (equivalente actual a mayor).
En 1859 fue uno de los ayudantes de Francisco Solano López en una misión diplomática donde actuaron como mediadores en el conflicto que había entre el Estado de Buenos Aires y la Confederación Argentina, donde se llegó a firmar el Pacto de San José de Flores. 
En 1862 Duarte fue nombrado como encargado de la guarnición militar de la Villa de Encarnación, en el sur del país. A comienzos de 1864 se le asignó un grupo de hombres para que sean entrenados por él.

### Guerra de la Triple Alianza

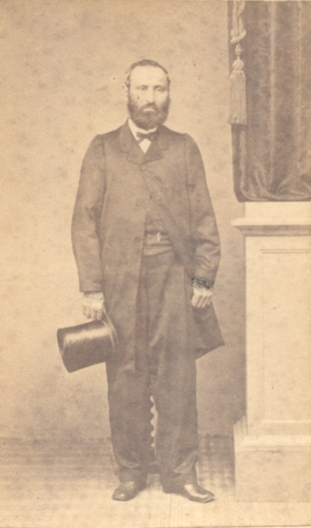
Fotografía de Pedro Duarte.

En noviembre de 1864, inició la guerra de la Triple Alianza, por lo que Duarte y sus hombres fueron convocados.

#### Rumbo a Uruguay
El 27 de abril de 1865, una gran columna del Ejército Paraguayo compuesta por unos 10 000 hombres iniciaron su marcha hacia Uruguay, pasando por los actuales territorios de Misiones, Corrientes y Río Grande del Sur. Esta misión fue dirigida por el teniente coronel Antonio de la Cruz Estigarribia, siendo Duarte su segundo al mando.
El 5 de mayo de 1865, las fuerzas paraguayas llegaron a Santo Tomé, donde se dividieron en dos grupos, el primer grupo compuesto por unos 6.800 hombres al mando de Antonio de la Cruz Estigarribia cruzó el río Uruguay y avanzó por territorio brasileño hasta llegar a Uruguayana. Mientras que Duarte se quedó al mando del segundo grupo que estaba compuesto por unos 3.200 hombres que avanzaron por territorio argentino hasta llegar a orillas del arroyo Yatay, cerca de Paso de los libres.
El 11 de agosto de 1865, Duarte se enteró de que unos 12 000 aliados se acercaban a su posición y los superaban en gran número, por lo que solicitó refuerzos a Estigarribia, pero él se negó a enviarlos debido a que dudaba de la veracidad de la información de que el ejército aliado había movilizado tal cantidad de soldados tan rápido.

#### Batalla de Yatay
El 17 de agosto de 1865 se libró la batalla de Yatay, donde los 3.200 hombres al mando de Duarte se enfrentaron al ejército aliado compuesto por unos 12 000 hombres, al mando del general Venancio Flores. En dicha batalla, los paraguayos rechazaron los primeros ataques, pero debido a la inferioridad numérica no pudieron sostener la posición por mucho tiempo. Cuando la batalla ya estaba perdida, Duarte ordenó una desesperada carga de caballería para ganar algo de tiempo y que algunos de sus hombres logren escapar, en dicha carga su caballo murió y él cayó al suelo, luego de esto siguió luchando hasta que fue rodeado, recibió dos bayonetazos y fue intimado a rendirse prometiendo que se respetaría su vida.
Luego de esto, Duarte finalmente se rindió y fue tomado como prisionero, junto con 1.300 de sus hombres. Pasó el resto del conflicto como prisionero de guerra en Buenos Aires.

### Posguerra y últimos años

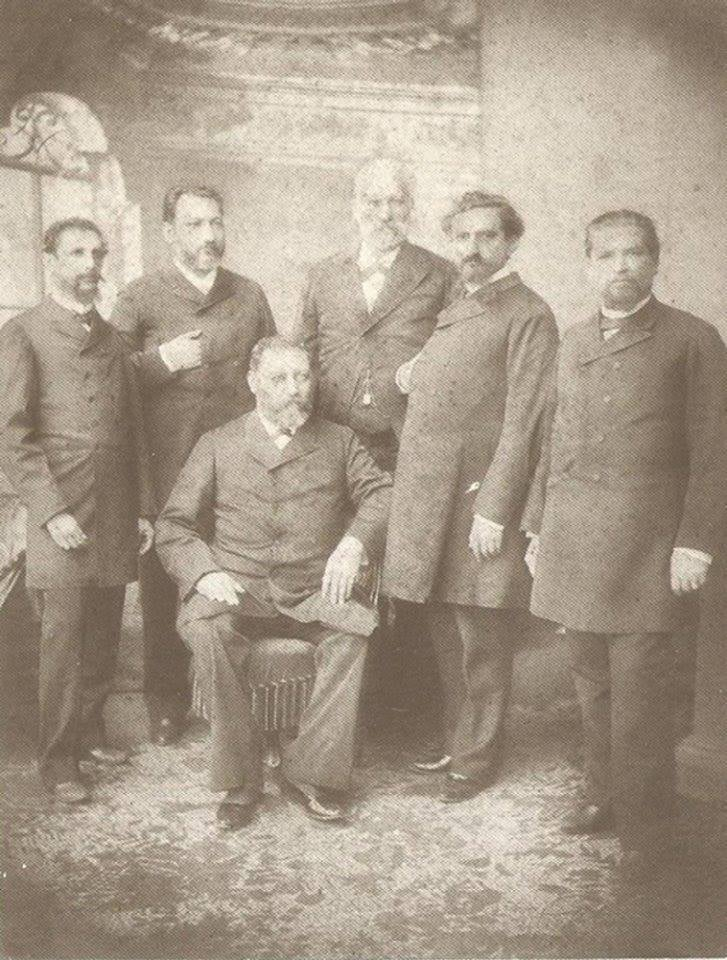
Gabinete presidencial de Bernardino Caballero (1880 - 1886). Pedro Duarte como Ministro de Guerra y Marina (De pie en el centro)

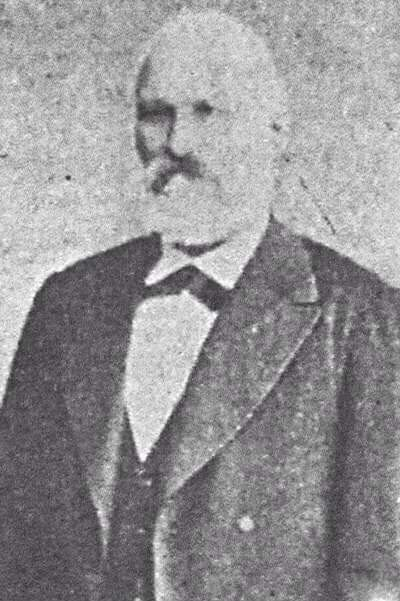
General Pedro Duarte.

A finales de 1870 regresó al Paraguay y se desempeñó en distintos cargos públicos, como jefe político de la ciudad de Asunción y como Ministro de Guerra y Marina en 1879, llegando al grado de General de división del ejército paraguayo. 
Integró las filas del partido colorado desde su fundación y desde 1893 mantuvo cierta amistad con Enrique Solano López, hijo del mariscal López que buscaba reivindicar la memoria de su padre.
Pasó sus últimos años de vida en la ciudad de Asunción, donde falleció el 19 de julio de 1902, a los 72 años de edad.

## Ascensos militares y cargos ocupados
- Recluta (1844)
- Cabo (1851)
- Sargento (1855)
- Alférez (1857) (formó parte del grupo de edecanes de Francisco Solano López)
- Teniente (1859) (acompañó a López para la firma del Pacto de San José de Flores)
- Comandante del Piquete de Dragones del Regimiento de Escolta Presidencial (1860)
- Capitán (1862) (comandante de la guarnición militar de Encarnación)
- Sargento Mayor (1864)
- General (1879) (ministro de guerra y marina desde 1879 hasta 1890)[9][10]

## Homenajes
La Escuela Básica N° 2515 "General Pedro Duarte" del distrito de Carlos Antonio López del Departamento de Itapuá lleva su nombre.
También en su honor es nombrado el Regimiento de Caballería N°8 Pedro Duarte del ejército paraguayo.